# Відкритий чемпіонат США з тенісу 1973
Відкритий чемпіонат США з тенісу 1973 проходив з 27 серпня по 9 вересня 1973 року на трав'яних кортах  району  Форрест-Гіллс, Квінз. Нью-Йорк . Це був четвертий турнір Великого шолома календарного року. 

## Огляд подій та досягнень
Джон Ньюкомб виграв свій шостий титул Великого шолома, чотири з них припадають на Відкриту еру. В Америці він тріумфував вдруге. 
У жінок Маргарет Корт виграла свій останній двадцять четвертий одиночний титул Великого шолома й одинадцятий у Відкриту еру. Чемпіонкою США вона стала вп'яте. 
У парному розряді серед чоловіків Ньюком виграв 15-ий парний титул, 9-ий у Відкриту еру й третій (останній) в США. Його партнер, Овен Девідсон став чемпіоном США уперше й здобув свій другий титул Великого шолома у парному розряді.  Він виграв також мікст із Біллі Джин Кінг.

## Результати фінальних матчів

### Дорослі
| Одиночний розряд. Чоловіки Детальніше |                                |                         |
| Джон Ньюкомб                          | Ян Кодеш                       | 6–4, 1–6, 4–6, 6–2, 6–3 |
|                                       |                                |                         |
| Одиночний розряд. Жінки Детальніше    |                                |                         |
| Маргарет Корт                         | Івонн Гулагонг                 | 7–6, 5–7, 6–2           |
|                                       |                                |                         |
| Парний розряд. Чоловіки Детальніше    |                                |                         |
| Овен Девідсон Джон Ньюкомб            | Род Лейвер Кен Роузволл        | 7–5, 2–6, 7–5, 7–5      |
|                                       |                                |                         |
| Парний розряд. Жінки Детальніше       |                                |                         |
| Маргарет Корт Вірджинія Вейд          | Розмарі Касалс Біллі Джин Кінг | 3–6, 6–3, 7–5           |
|                                       |                                |                         |
| Мікст Детальніше                      |                                |                         |
| Біллі Джин Кінг Овен Девідсон         | Маргарет Корт Марті Ріссен     | 6–3, 3–6, 7–6           |
|                                       |                                |                         |

### Юніори
| Одиночний розряд. Хлопці |                 |               |
| Біллі Мартін             | Колін Даудсвелл | 4–6, 6–3, 6-2 |

## Виноски
1. ↑  1973 US Open – Men's Singles. ATP. Архів оригіналу за 15 грудня 2019. Процитовано 5 серпня 2018.
2. 1 2 3  1973 US Open (PDF). WTA. Архів оригіналу (PDF) за 18 жовтня 2016. Процитовано 5 серпня 2018.
3. ↑  1973 US Open – Men's Doubles. ATP.